# Totalitär
I Totalitär sono una band hardcore punk svedese formatasi nel 1985 a Hudiksvall.

## Membri
- Poffen - voce
- Lanchy - chitarra
- Andreas - basso
- Lennart - batteria

## Discografia

### Album in studio
- Sin egen motståndare - 1992
- Dismachine - 1995
- Ni måste bort - 1997
- Disclose - 2001
- Wallbreaker 1986-1989 - 2004
- Vi Är Eliten - 2006